# Hwang Jong-džo
Hwang Jong-džo (* 22. března 1970 Samčchok) je bývalý jihokorejský atlet, maratonec, olympijský vítěz z Barcelony v roce 1992.
Před barcelonskou olympiádou startoval v maratonu pouze třikrát (dvakrát zvítězil a jednou doběhl druhý). Při olympijském maratonu se neustále držel čelní skupiny, ze které na 35. kilometru zůstali pouze dva závodníci – kromě něj pouze Koiči Morišita z Japonska. Dva kilometry před cílem se Hwang od soupeře odpoutal a zvítězil. V následujících letech startoval už méně kvůli zdravotním problémům a krátce po olympiádě v Atlantě zakončil kariéru. Jeho osobní rekord v maratonu je 2.08:09 a pochází z roku 1994.